# 岡部務
岡部 務（おかべ つとむ、1964年8月22日 - ）は、大阪府出身の俳優。石田企画所属。
身長182cm。体重78kg。血液型A型。

## 出演作品

### 映画
- 通天の角（1994年）
- SLANG 黄犬群（1999年） - ファットの部下
- 新・極道三国志 首都攻防篇（2003年）
- 修羅のみち
  - 修羅のみち6 血染めの海峡（2003年）
  - 修羅のみち7 暴力金融列島（2003年）
  - 修羅のみち8 大阪最終血戦（2003年）
  - 修羅のみち11 四国最終戦争（2005年）
- 幸福の鐘（2003年）
- HEAT -灼熱-（2004年）
- eiko［エイコ］（2004年）
- 電柱の上に咲いた花（2005年）
- カナリア（2005年）
- 奇談（2005年）
- そうかもしれない（2006年）
- 接吻（2008年）
- はじめての家出（2009年）
- GOEMON（2009年） - 武将
- 静かなるドン 新章（2009年）
- 麻雀飛翔伝 哭きの竜 外伝（2011年）
- HARUO（2011年）
- キリン POINT OF NO-RETURN!（2012年）
- 桐島、部活やめるってよ（2012年） - ソンビ
- くじけないで（2013年）
- 猫侍（2014年）

### テレビドラマ
NHK
- 夢みる葡萄 〜本を読む女〜（2003年）
- 柳生十兵衛七番勝負（2005年）
- 次郎長背負い富士（2006年）
- 功名が辻（2006年） - 一領具足の長
- 堀部安兵衛（2007年）
- タイムスクープハンター（2009年）
- オトコマエ！2（2009年）

日本テレビ
- 刑事貴族2（1991年）
- 火曜サスペンス劇場
  - 警視庁鑑識班 7（1999年）
  - 九門法律相談所 10（1999年）

- 刑事（2000年）
- 出張料理人（2005年）
- フレネミー 〜どぶねずみの街〜（2013年）

TBS
- ルージュの伝言（1991年）
- 疑惑の結婚（1994年）
- 冠婚葬祭殺人事件（1997年）
- サラリーマン金太郎（1999年）
- ラブ&ファイト（2001年）
- こちら本池上署 2（2003年）
- 十津川警部シリーズ 32（2004年）
- ULTRASEVEN X（2007年） - 山根

フジテレビ
- しゃぼん玉（1991年）
- 君たちがいて僕がいる（1992年）
- 古畑任三郎（1994年） - 中島
- 手塚治虫・愛の物語（1996年）※未放映作品
- 世にも奇妙な物語 秋の特別編（1998年） - 作業員
- ナースな探偵 2（1998年）
- ロング・ラブレター〜漂流教室〜（2002年）
- コスモ★エンジェル（2002年）
- ダブルスコア（2002年）
- フューチャーガールズ（2003年）
- 真実一路（2003年） - 久保田
- 愛のソレア（2004年）
- 信長協奏曲（2014年）

テレビ朝日
- 代表取締役刑事（1991年）※デビュー作
- 七人の女弁護士
  - 第2シリーズ（1991年）
  - 2時間スペシャル（1997年）

- ララバイ刑事'91（1991年）
- ツインズ教師（1993年）
- はみだし刑事情熱系
  - PART4（1999年）
  - PART5（2001年）

- 土曜ワイド劇場
  - 新・女弁護士 朝吹里矢子 7（2000年）

- 生きるための情熱としての殺人（2001年）
- 相棒（2002年） - 平良荘八

テレビ東京
- 映画みたいな恋したい（1991年）
- 大災害（1991年）
- 食卓から愛をこめて（1998年）
- 女と愛とミステリー
  - 西村京太郎サスペンス 脅迫者（2001年）
  - ヤメ検弁護士・英剛直（2002年）
  - 日本一周「旅号」殺人事件（2003年）
  - 警視庁黒豆コンビ 4（2007年）

- Deep Love 〜ホスト〜（2005年）
- 怨み屋本舗 REBOOT（2009年）

WOWOW
- 恋せども、愛せども（2007年）

### テレビ番組
- TXNニュースアイ（1999年）
- ザ・ジャッジ! 〜得する法律ファイル（2004年）
- 人生が変わる1分間の深イイ話（2008年）
- 最終警告!たけしの本当は怖い家庭の医学（2008年 - 2009年）
- アートエンターテインメント 迷宮美術館（2009年）
- 経済ドキュメンタリードラマ ルビコンの決断（2009年） - 助手[3]

### Vシネマ
- ジゴロ（1991年）
- どチンピラ（1994年）
- 喧嘩組2（1997年）
- JINGI 仁義
  - 仁義15 女豹襲撃（1998年）
  - 仁義26 抗争と野望（2000年）
- パチプロ浪花梁山泊5 軍団最大の危機（1997年）
- 本気！
  - 本気！10 残侠篇（1998年）
  - 本気！20 骨肉編（2001年）
- サギ師一平3（2000年）
- 続・広島やくざ戦争 流血!第三次抗争勃発!（2001年）- 尾道 侠義会組員
- あ・キレた刑事（2001年）
- 殺しの軍団（2001年）
- 上杉鷹山（2001年）
- 大追跡（2001年）
- 婦人排球 ママズ・アタック（2003年）
- 実録・ぼったくり 風営法全史（2003年）
- TRUE FALSE（2003年）
- 真・雀鬼18 死神と呼ばれた男（2003年）
- 極道の紋章4（2006年） - 飛田組若頭補佐 長谷部高志
- 実録・大日本国粋初代 森本政治 竜峡（2006年）
- 横浜暗黒街 華炎（2006年）
- 必殺！ バトルロード2 妖剣女刺客（2006年）
- 九州・長崎やくざ戦争 LB熊本刑務所（2007年）
- むこうぶち
  - むこうぶち 高レート裏麻雀列伝（2007年）
  - むこうぶち2 高レート裏麻雀列伝 鬼の棲む荒野（2007年）
  - むこうぶち5 高レート裏麻雀列伝 氷の男（2008年）
  - むこうぶち6 高レート裏麻雀列伝 女衒打ち（2009年）
- 実録 広島やくざ戦争 外伝 義兄弟 山口英弘の半生 完結編 激流の章（2008年）
- やくざ抗争史 猛友会 西成愚連隊（2008年）
- 湾岸フルスロットルGTR伝説（2008年）
- 極道の紋章 第十一章（2010年）
- 菱の侠魂（2010年）
- ツクシのエロいい話（2012年）

### CM
- ホールズ（1993年）
- さつま大海（2000年）
- KDDI（2000年）
- 松井証券（2001年）